# Lothar Haberstock
Lothar Haberstock (* 5. August 1940; † 11. Januar 1996) war ein deutscher Betriebswirt, Steuerberater (StB) und Professor für Allgemeine Betriebswirtschaftslehre (ABWL) sowie Betriebswirtschaftliche Steuerlehre an der Universität Hamburg.

## Leben
Lothar Haberstock machte nach seinem Abitur von 1960 bis 1962 eine kaufmännische Lehre in der chemischen Industrie. Von 1962 bis 1966 absolvierte er ein Studium der Betriebswirtschaftslehre (BWL) in Hannover und Saarbrücken, das er 1966 mit dem Examen zum Diplom-Kaufmann (Dipl.-Kfm.) abschloss.
Anschließend wurde Lothar Haberstock Wissenschaftlicher Assistent am Institut für Betriebswirtschaftliche Steuerlehre und Revisions- und Treuhandwesen an der Universität des Saarlandes in Saarbrücken. Der Direktor des Instituts war Günter Wöhe. 1970 promovierte er mit der Arbeit Zur Integrierung der Ertragsbesteuerung in die simultane Produktions-, Investitions- und Finanzierungsplanung mit Hilfe der linearen Programmierung zum Dr. rer. oec. 1972 wurde Lothar Haberstock zum Assistenzprofessor ernannt. 1976 habilitierte er sich in Saarbrücken mit der Schrift Die Steuerplanung der internationalen Unternehmung.
Im selben Jahr wurde Lothar Haberstock zum ordentlichen Professor (C 4) für Betriebswirtschaftslehre, insbesondere Betriebswirtschaftliche Steuerlehre, an die Universität Duisburg-Essen berufen. 1984 schließlich erhielt er den Ruf als ordentlicher Professor für Allgemeine Betriebswirtschaftslehre und Betriebswirtschaftliche Steuerlehre an die Universität Hamburg, wo er bis zu seinem Tod am 11. Januar 1996 lehrte und forschte.

## Forschungsschwerpunkte
Lothar Haberstocks Lehr- und Forschungsschwerpunkte waren Fragen der Betriebswirtschaftlichen Steuerlehre sowie des Revisions- und Treuhandwesens, Probleme des Rechnungswesens, insbesondere der Kosten- und Erfolgsrechnung, quantitative Ansätze zur unternehmerischen Steuerplanung sowie Fragen der Investitions- und Finanzierungstheorie.

## Schriften (Auswahl)
- Zur Integrierung der Ertragsbesteuerung in die simultane Produktions-, Investitions- und Finanzierungsplanung mit Hilfe der linearen Programmierung (= Schriftenreihe Annales Universitatis Saraviensis. Band 59). Heymann, Köln / Berlin / Bonn / München 1971, ISBN 3-452-17225-2 (Dissertation, Universität Saarbrücken).
- Die Steuerplanung der internationalen Unternehmung. Betriebswirtschaftlicher Verlag Gabler, Wiesbaden 1976, ISBN 3-409-50094-4 (Zugleich: Universität Saarbrücken, Rechts- u. Wirtschaftswissenschaftliche Fakultät, Habilitationsschrift, 1976).
- Lothar Haberstock / bearbeitet von Volker Breithecker: Kostenrechnung 1. Einführung. Mit Fragen, Aufgaben, einer Fallstudie und Lösungen (= ESV basics). 13., neu bearbeitete Auflage. Erich Schmidt Verlag, Berlin 2008, ISBN 978-3-503-10699-8.
- Kostenrechnung 2. (Grenz-)Plankostenrechnung mit Fragen, Aufgaben und Lösungen. 10., neu bearbeitete Auflage. Erich Schmidt Verlag, Berlin 2008, ISBN 978-3-503-10028-6.
- Begründet von Lothar Haberstock / Fortgeführt von Volker Breithecker / Unter Mitarbeit von Ralf Klapdor: Einführung in die betriebswirtschaftliche Steuerlehre. Mit Fallbeispielen, Übungsaufgaben und Lösungen (= ESV basics). 15., völlig neu bearbeitete Auflage. Erich Schmidt Verlag, Berlin 2009, ISBN 978-3-503-12046-8.